# Sanelisiwe Charlie
Pas d'image ? Cliquez ici

a Compétitions nationales et continentales officielles uniquement.

b Matchs officiels uniquement.
Sanelisiwe Charlie est une joueuse internationale de rugby à XV sud-africaine née le 1er mai 2000, évoluant au poste de pilier.

## Biographie
Sanelisiwe Charlie naît le 1er mai 2000. En 2022 elle joue pour le club de Eastern Province Elephants de Port Elizabeth. Elle n'a que 4 sélections en équipe nationale quand elle est retenue en septembre 2022 pour disputer sous les couleurs de son pays la Coupe du monde de rugby à XV en Nouvelle-Zélande.